# Eucoptocnemis sordida
Eucoptocnemis sordida är en fjärilsart som beskrevs av Augustus Radcliffe Grote 1893. Eucoptocnemis sordida ingår i släktet Eucoptocnemis och familjen nattflyn. Inga underarter finns listade i Catalogue of Life.